# Baliarrain
Baliarrain is een gemeente in de Spaanse provincie Gipuzkoa in de regio Baskenland met een oppervlakte van 3 km². Baliarrain telt 145 inwoners (1 januari 2016).

## Demografische ontwikkeling
Bron: INE, 1857-2011: volkstellingen
Opm.: Tussen 1967 en 1991 behoorde Baliarrain tot de gemeente Iruerrieta